# Лейнсборо (Айова)
Лейнсборо (англ. Lanesboro) — місто (англ. city) в США, в окрузі Керролл штату Айова. Населення — 119 осіб (2020).

## Географія
Лейнсборо розташоване за координатами 42°10′58″ пн. ш. 94°41′23″ зх. д. / 42.18278° пн. ш. 94.68972° зх. д. (42.182782, -94.689822).  За даними Бюро перепису населення США в 2010 році місто мало площу 1,95 км², з яких 1,92 км² — суходіл та 0,03 км² — водойми.

## Демографія
Згідно з переписом 2010 року, у місті мешкала 121 особа в 62 домогосподарствах у складі 33 родин. Густота населення становила 62 особи/км².  Було 74 помешкання (38/км²).
Расовий склад населення:
| - 95,9 % — білих - 0,8 % — чорних або афроамериканців - 0,8 % — азіатів |

До двох чи більше рас належало 2,5 %. Частка іспаномовних становила 3,3 % від усіх жителів.
За віковим діапазоном населення розподілялося таким чином: 15,7 % — особи молодші 18 років, 66,1 % — особи у віці 18—64 років, 18,2 % — особи у віці 65 років та старші. Медіана віку мешканця становила 50,8 року. На 100 осіб жіночої статі у місті припадало 112,3 чоловіків;  на 100 жінок у віці від 18 років та старших — 117,0 чоловіків також старших 18 років.
Середній дохід на одне домашнє господарство  становив 38 977 доларів США (медіана — 30 313), а середній дохід на одну сім'ю — 43 917 доларів (медіана — 32 292). За межею бідності перебувало 10,5 % осіб, у тому числі 13,8 % дітей у віці до 18 років та 0,0 % осіб у віці 65 років та старших.
Цивільне працевлаштоване населення становило 54 особи. Основні галузі зайнятості: роздрібна торгівля — 24,1 %, сільське господарство, лісництво, риболовля — 24,1 %, освіта, охорона здоров'я та соціальна допомога — 16,7 %, транспорт — 9,3 %.